# Houari Manar
Pour les articles homonymes, voir Houari.
Houari Manar (nom de scène de Houari Madani), né le 18 décembre 1981 à Oran et mort le 7 janvier 2019 à Hydra, est un chanteur algérien de la scène raï.

## Biographie
Natif d'Oran d'une famille de 12 frères et sœurs, Houari Manar vit à partir de ses quatre ans à Marseille, en France, où il fait ses études en hôtellerie. Il quitte le pays pour l’Algérie au début des années 2000.
Son premier succès, en 2006, est Aâchkek mon traitement (Ton amour est mon remède).
Il est controversé en Algérie en raison de son style androgyne et de soupçons d’homosexualité, qui est punie de deux ans de prison dans ce pays.
Le 7 janvier 2019, il meurt dans une clinique privée d’Hydra à la suite d’une crise cardiaque intervenue après une anesthésie pour une opération de liposuccion,,.

## Discographie
- 2006 : Aâchkek mon traitement
- 2007 : Zaâzat biya sass el mahna
- 2015 : album Basta
- 2018 : Wala fel ahlem we ygoulek je t’aime
- 2018 : Ana li gabertah
- 2018 : Compil 2018 Medahette, vol. 1, Hayi
- 2019 : Compilation Raï Medahette - Best of Raï 2019